# Nieruchomość obciążona
Nieruchomość obciążona – nieruchomość obciążona prawem służebności gruntowej na rzecz właściciela nieruchomości władnącej. Najczęściej dotyczy wyznaczenia części nieruchomości gruntowej na drogę dojazdową do nieruchomości władnącej.
Właściciel nieruchomości obciążonej posiada ograniczone prawa do władania gruntem, który został obciążony służebnością, w tym w szczególności w zakresie dokonywania nasadzeń drzew i krzewów oraz budowy lub rozbudowy budynków i budowli, nawet jeżeli inne przepisy prawa dopuszczają taką możliwość.